# Come noi nessuno al mondo (album)
Come noi nessuno al mondo è un album di Toto Cutugno del 2005, ha il titolo del brano omonimo prensentato al Festival di Sanremo 2005 in coppia con Annalisa Minetti.

## Tracce
1. Toto Cutugno e Annalisa Minetti – Come noi nessuno al mondo – 4:58 (Toto Cutugno)
2. Il treno va
3. Siamo ancora noi
4. Sciuri sciuri
5. Gli amori
6. Davvero
7. Se una donna se ne va
8. sei qui
9. L'amore è... amare l'amore
10. W Maddalena
11. Come noi nessuno al mondo – cantata solo da Toto Cutugno
12. Ninannao
13. Clandestino
14. L'italiano